# The Chocolate Invasion
The Chocolate Invasion is een album van de Amerikaanse popartiest Prince, uitgebracht in 2004. Net zoals nog enkele van zijn albums, was het exclusief via zijn website, NPG Music Club, te verkrijgen.
Alle nummers, behalve The Dance, waren in 2001 ook gratis voor leden van de NPG Music Club te downloaden, ook al hebben sommige nummers wel enkele muzikale en tekstuele veranderingen ondergaan. The Dance is in 2006 in een volledige nieuwe versie op het album 3121 verschenen.
De titel van het album komt van een regel uit het nummer Judas Smile.

## Nummers
| 01. | When Eye Lay My Hands On U                  | 3:32 |
| 02. | Judas Smile                                 | 6:35 |
| 03. | Supercute                                   | 4:15 |
| 04. | Underneath the Cream                        | 4:02 |
| 05. | Sexme?Sexmenot                              | 5:33 |
| 06. | Vavoom                                      | 4:37 |
| 07. | High                                        | 5:07 |
| 08. | The Dance                                   | 4:43 |
| 09. | Gamillah                                    | 3:11 |
| 10. | U Make My Sun Shine (samen met Angie Stone) | 7:06 |

## Singles
U Make My Sun Shine, een duet met de Amerikaanse soulartieste Angie Stone werd eerder als een single uitgebracht in 2001, met als B-kant het nummer When Will We B Paid?, een cover van The Staple Singers. Dat laatste nummer was ook al eerder via de NPG Music Club uitgebracht.
Drie andere nummers werden, gedurende Prince zijn Hit'N'Run Tour in 2001, ook gelimiteerd uitgebracht op cd-single, namelijk Supercute, Underneath The Cream en Gamillah.